# Edoardo Bove
Pour les articles homonymes, voir Bove.
Edoardo Bove, né le 16 mai 2002 à Rome, est un footballeur italien qui évolue au poste de milieu de terrain à l'ACF Fiorentina, en prêt de l'AS Rome.

## Biographie
Né à Rome d'un père napolitain et une mère d'origine allemande, Edoardo Bove a grandi dans le quartier d'Appio-Latino tout en étudiant à l'Institut Massimo (it) dans le quartier romain de l'EUR,.

### Carrière

#### En club
Bove a commencé à jouer au football dans le club romain de Boreale Donorione jusqu'en 2012, date à laquelle il a rejoint l'AS Rome après un essai réussi sous la direction de Bruno Conti. Le 20 novembre 2020, il prolonge son contrat avec Rome jusqu'en 2024, se voyant ensuite convoqué en équipe première le 3 décembre suivant pour un match de Ligue Europa contre les Young Boys, où il reste sur le banc. 
Bove fait ses débuts professionnels pour l'AS Rome le 9 mai 2021, remplaçant Ebrima Darboe dans la seconde moitié d'une victoire 5-0 en Serie A contre Crotone au Stadio Olimpico. Lors de la saison 2021-2022, Bove est souvent appelé en équipe première par l'entraîneur José Mourinho, disputant notamment son premier match de Ligue Europa Conférence le 9 décembre, titularisé lors d'une victoire 3-2 contre le CSKA Sofia. Le 29 décembre, l'AS Rome annonce la prolongation de son contrat jusqu'en 2025. Le 19 février 2022, Bove marque son premier but en senior, permettant à la Roma d'arracher un match nul 2-2 contre l'Hellas Vérone,.
Le 30 août 2024, il est prêté au club italien de la Fiorentina pour une saison, avec une option pour rendre le transfert définitif. Le 27 octobre, Bove marque son premier but pour la Fiorentina contre son ancien club, la Roma, lors d'une victoire 5-1 à domicile.
Le 1er décembre 2024, Bove s'effondre pendant le match de la Fiorentina contre l'Inter Milan ; le match est donc arrêté à la 16e minute. Le lendemain matin, le quotidien italien La Repubblica rapporte que Bove a été « extubé », est « lucide » et n'a aucun dommage cérébral ou cardiaque.

#### En sélection
International italien dès les moins de 16 ans, Bove manque néanmoins les sélections en moins de 17 pour cause de blessures,, avant de connaitre également les moins de 18 ans jusqu'en 2020.
En 2021, c'est avec les moins de 20 ans que le jeune joueur va briller, auteur d'un doublé de buts et de passes décisives lors d'une victoire 7–0 contre la Roumanie, où il est également le capitaine titulaire,,,. En mars 2022, il est cette fois convoqué avec les espoirs italiens pour les matchs de qualification à l'Euro espoirs,.

## Style de jeu
Milieu polyvalent pouvant jouer comme relayeur ou milieu offensif, Bove brille par ses insertions offensives et sa discipline tactique, tout en sachant saisir les occasions de buts avec sa technique de frappe très développée.
Le jeune joueur déclare s'inspirer grandement de l'ancien capitaine de l'AS Rome, Daniele De Rossi,.

## Statistiques
| Saison                | Club                  | Championnat           | Championnat | Championnat | Championnat | Coupe(s) nationale(s) | Coupe(s) nationale(s) | Coupe(s) nationale(s) | Compétition(s) continentale(s) | Compétition(s) continentale(s) | Compétition(s) continentale(s) | Compétition(s) continentale(s) | Total | Total | Total |
| Saison                | Club                  | Division              | M.          | B.          | P.d.        | M.                    | B.                    | P.d.                  | Comp.                          | M.                             | B.                             | P.d.                           | M.    | B.    | P.d.  |
| 2020-2021             | AS Rome               | Serie A               | 1           | 0           | 0           | -                     | -                     | -                     | C3                             | -                              | -                              | -                              | 1     | 0     | 0     |
| 2021-2022             | AS Rome               | Serie A               | 11          | 1           | 0           | -                     | -                     | -                     | C4                             | 2                              | 0                              | 0                              | 13    | 1     | 0     |
| 2022-2023             | AS Rome               | Serie A               | 21          | 1           | 0           | 1                     | 0                     | 0                     | C3                             | 9                              | 1                              | 0                              | 31    | 2     | 0     |
| 2023-2024             | AS Rome               | Serie A               | 31          | 0           | 2           | 2                     | 0                     | 0                     | C3                             | 12                             | 1                              | 0                              | 45    | 1     | 2     |
| Sous-total            | Sous-total            | Sous-total            | 64          | 2           | 2           | 3                     | 0                     | 0                     | -                              | 24                             | 2                              | 0                              | 91    | 4     | 2     |
| 2024-2025             | ACF Fiorentina (prêt) | Serie A               | 11          | 1           | 1           | 0                     | 0                     | 0                     | C4                             | 3                              | 0                              | 1                              | 14    | 1     | 2     |
| Sous-total            | Sous-total            | Sous-total            | 11          | 1           | 1           | 0                     | 0                     | 0                     | -                              | 3                              | 0                              | 1                              | 14    | 1     | 2     |
| Total sur la carrière | Total sur la carrière | Total sur la carrière | 75          | 3           | 3           | 3                     | 0                     | 0                     | -                              | 27                             | 2                              | 1                              | 105   | 5     | 4     |

## Palmarès
AS Rome
- Ligue Europa Conférence :
  - Vainqueur en 2022
- Ligue Europa
  - Finaliste en 2023